# Leiocephalus rhutidira
Espèce
Leiocephalus rhutidira est une espèce de sauriens de la famille des Leiocephalidae.

## Répartition
Cette espèce est endémique d'Hispaniola.

## Publication originale
- Schwartz, 1979 : A new species of Leiocephalus (Reptilia: Iguanidae) from Hispaniola.  Proceedings of the Biological Society of Washington, vol. 92, p. 272-279 (texte intégral).